# Jonsereds kraftverk
Jonsereds kraftverk är ett vattenkraftverk vid Säveån vid Jonsereds fabriker i Jonsered. Kraftverket har fyra aggregat och uppfördes 1900-1903 med Jonsereds Fabriker som uppdragsgivare.
Skånska Cementgjuteriet uppförde kraftverket och arkitekt var Hans Hedlund. Det besöktes redan under uppförandet 1901 av kung Oscar II. Kungen besökte Jonsered den 14 september 1901 och skrev sitt namn på berget där kraftverkskanalen börjar.
Hans Hedlund var mycket inspirerad av den amerikanske arkitekten Henry Hobson Richardson och kraftverket är ett exempel på detta: massiva tegelmurar, grovhuggen natursten och rundbågiga portaler och fönster. Länsstyrelsen i Västra Götalands beskrivning av det kulturhistoriska värdet: "Jonsereds kraftverk har ett mycket högt kulturhistoriskt värde och kraftstationen är i byggnadsminnesklass."
När det invigdes var det Västsveriges största och ett av landets första kraftverk med horisontella maskinaggregat. Det hade tre horisontalaxlade tvillingfrancisturbiner från Voith i Tyskland och tre synkrongeneratorer från Oerlikon i Schweiz. 1934 tillkom den fjärde turbinen som tillverkats av Nohab med generator från Asea.
I samband med att Jonsereds fabriker splittrades i olika verksamheter såldes vattenkraftverket till Vattenfall 1981. Det ägs numera av Partille kommun genom Partillebo.